# Rudolf Heimes
Rudolf Heimes (* 1. Februar 1923 in Heusweiler; † 11. August 2003) war ein deutscher Jurist und Politiker, CDU-Landesschatzmeister und Präsident der Rechtsanwaltskammer des Saarlandes.

## Leben
Rudolf Heimes wurde 1923 als Sohn von Helene Heimes, geborene Dewes, und des Rektors Ferdinand Heimes in Heusweiler geboren. Nach dem Abitur und Reichsarbeitsdienst er Kriegsdienst leisten und kam in sowjetische Kriegsgefangenschaft, aus der er 1950 entlassen wurde. Er studierte Rechtswissenschaften an der Universität Mainz und der Universität Saarbrücken. Er war katholisch und heiratete 1953 Mechthild Kautenberger. Nach dem ersten juristischen Staatsexamen im Jahre 1954 wurde er Assistent an der Universität des Saarlandes. Nach dem Großen juristischen Staatsexamen im Jahre 1957 kam er 1958 als Rechtsanwalt in eine Anwaltssozietät mit Zulassung beim Amts- und Landgericht Saarbrücken.
In den Jahren von 1965 bis 1988 war er Mitglied im Prüfungsausschuss beim Landesprüfungsamt für Juristen und von 1970 bis 1988 Vorstandsmitglied.
Im Saarländischen Anwaltsverein war er von 1971 an Vorstandsmitglied und in gleicher Funktion von 1977 bis 1992 der CDU des Saarlandes, wo er auch Landesschatzmeister und Vorsitzender des Landesfachausschusses für Wirtschaftspolitik war.
Er war Vizepräsident der Rechtsanwaltskammer des Saarlandes von 1982 bis 1986 und im Anschluss bis 1988 deren Präsident.
Heimes war Aufsichtsratsmitglied bei der Saarstahl AG.

## Auszeichnungen und Ehrungen
- 1983 Justizrat
- 1992 Ehrenzeichen der Deutschen Anwaltschaft
- 30. April 2003 Saarländischer Verdienstorden